# Angelo Tosi
Angelo Tosi (Casalpusterlengo, 17 maggio 1964) è un ex ciclista su strada e ciclocrossista italiano, professionista dal 1987 al 1992.

## Carriera
Nelle categorie giovanili svolse attività in pista e fu campione italiano nella velocità nella categoria esordienti nel 1978, tra gli allievi nel 1980 e nell'inseguimento a squadre categoria juniores nel 1981 e 1982.
Colse diversi risultati anche nel ciclocross, ottenendo titoli italiani nella categoria allievi nel 1979 e 1980 e uno tra gli juniores nel 1981. Nella categoria juniores partecipò anche a due edizioni dei campionati del mondo, classificandosi nono nel 1981 e decimo nel 1982.
Professionista dal 1987 al 1994, alternò ancora la strada al ciclocross; in quest'ultima specialità disputò altri due campionati del mondo (14º nel 1987, 24º nel 1991).

## Palmarès
- 1984 (dilettanti)

Circuito del Porto
Milano-Busseto
- 1986

Coppa Colli Briantei

## Piazzamenti

### Competizioni mondiali
- Campionati del mondo di ciclocross[1]

Tolosa 1981 - Juniores: 9º
Lanarvily 1982 - Juniores: 10º
Mladá Boleslav 1987 - Professionisti: 14º
Gieten 1991 - Professionisti: 24º